# Logron
Logron is een gemeente in het Franse departement Eure-et-Loir (regio Centre-Val de Loire) en telt 506 inwoners (2004). De plaats maakt deel uit van het arrondissement Châteaudun.

## Geografie
De oppervlakte van Logron bedraagt 22,7 km², de bevolkingsdichtheid is 22,3 inwoners per km².
De onderstaande kaart toont de ligging van Logron met de belangrijkste infrastructuur en aangrenzende gemeenten.

## Demografie
Onderstaande figuur toont het verloop van het inwonertal (bron: INSEE-tellingen).